# Coupe européenne féminine de handball 2023-2024
Navigation
Coupe européenne 2022-2023 Coupe européenne 2024-2025
La saison 2023-2024 de la Coupe européenne féminine de handball est la 4e édition de la compétition sous ce nom et ce format. Elle fait suite à la Coupe des Villes puis la Coupe Challenge et constitue en ce sens la 31e édition de la compétition organisée par l'EHF.

## Formule

### Attribution des places
À compter de cette saison, l'EHF a décidé de séparer les classements des trois coupes d'Europe. Ainsi, le classement dépend uniquement des résultats des clubs de la fédération dans cette compétition entre la saison 2019-2020 et la saison 2021-2022.
Ainsi les classements pour la saison 2023-2024 sont :
| Rang | Championnat       | Coeff. | Places   | Places |
| Rang | Championnat       | Coeff. | Attribué | Réel   |
| ---- | ----------------- | ------ | -------- | ------ |
| 1    | Espagne           | 58.67  | 2        | 3      |
| 2    | Croatie           | 50.50  | 1        | 2      |
| 3    | Serbie            | 32.67  | 2        | 0      |
| 4    | Ukraine           | 23.33  | 2        | 0      |
| 5    | Turquie           | 19.00  | 2        | 4      |
| 6    | Tchéquie          | 16.33  | 2        | 1      |
| 7    | Pays-Bas          | 15.67  | 3        | 3      |
| 8    | Italie            | 14.00  | 3        | 4      |
| 9    | Grèce             | 13.00  | 3        | 4      |
| 10   | Portugal          | 12.33  | 3        | 5      |
| 11   | Islande           | 11.33  | 3        | 1      |
| 12   | Monténégro        | 10.00  | 3        | 2      |
| 13   | Slovaquie         | 9.33   | 2        | 2      |
| 14   | Macédoine du Nord | 9.00   | 3        | 3      |
| 15   | Îles Féroé        | 8.67   | 4        | 2      |
| 15   | Biélorussie       | 8.67   | 2        | 0      |

| Rang                          | Championnat        | align=left\| Coeff. | Places   | Places |
| Rang                          | Championnat        | align=left\| Coeff. | Attribué | Réel   |
| ----------------------------- | ------------------ | ------------------- | -------- | ------ |
| 16                            | Suisse             | 8.67                | 3        | 2      |
| 18                            | Israël             | 8.33                | 3        | 1      |
| 19                            | Autriche           | 7.33                | 2        | 3      |
| 20                            | Bosnie-Herzégovine | 6.67                | 4        | 4      |
| 21                            | Suède              | 6.00                | 2        | 0      |
| 22                            | Luxembourg         | 4.67                | 3        | 2      |
| 23                            | Lituanie           | 4.67                | 4        | 2      |
| 24                            | Azerbaïdjan        | 3.67                | 3        | 3      |
| 25                            | Kosovo             | 3.67                | 3        | 2      |
| 26                            | Malte              | 2.67                | 4        | 1      |
| 27                            | Slovénie           | 0.67                | 3        | 3      |
| 28                            | Finlande           | 0.33                | 3        | 0      |
| 29                            | Chypre             | 0.00                | 3        | 2      |
| 38                            | Belgique           | 0.00                | 1        | 1      |
| 38                            | Bulgarie           | 0.00                | 1        | 1      |
| autres nations : aucune place |                    |                     |          |        |

### Équipes qualifiées
La liste complète des participants, après validation des places supplémentaires, surclassements et sousclassements est dévoilée le 10 juillet 2023 :
Les étiquettes entre parenthèses indiquent comment chaque équipe s'est qualifiée :
- T : Tenant du titre de la Coupe européenne de l'EHF
- C : Vainqueur de coupe nationale
- FC : Finaliste de coupe nationale
- 1er, 2e, 3e, , etc. : Position en championnat national

- Antalya Konyaaltı T (2e)
- SC Ferlach (2e)
- WAT Atzgersdorf (3e)
- MGA Fivers (4e)
- Azeryol HC
- Garabagh HC
- Kur
- KTSV Eupen 1889 FC (2e)
- HRK Grude
- ŽRK Hadžići
- ŽRK Borac Banja Luka
- ŽRK Krivaja
- HC Byala
- ŽRK Bjelovar (3e)
- ŽRK Dugo Selo 55 (5e)
- AC Latsia Nicosia
- Youth Union of Athienou
- BM Elche (2e)
- BM Granollers FC (10e)
- Rocasa Gran Canaria (3e)
- H71 Tórshavn
- Neistin
- OF Néa Ionía C (2e)
- AESH Pylea Thessaloniki (3e)
- Anagennisi Arta (4e)
- Panorama (5e)
- ÍB Vestmannaeyja (2e)
- HC Holon
- Maccabi Ramat Gan
- Jomi Salerno (1er)
- SSD Handball Erice ARL C (2e)
- SSV Brixen Südtirol FC (3e)
- Cassa Rurale Pontinia (4e)
- KHF Ferizaj
- KHF Istogu
- CASCADA-HC Garliava SM
- Žalgiris Kaunas
- HB Dudelange
- HB Käerjeng
- ŽRK Ǵorče Petrov (1er)
- ŽRK Kumanovo (2e)
- ŽRK Cair Skopje (3e)
- Swieqi RGF Malta Phoenix
- ORK Rudar
- ZRK Tivat
- HandbalL Venlo C (2e)
- Westfriesland SEW (3e)
- Veneco Velo (4e)
- Benfica Lisbonne (1er)
- Madeira SAD (2e)
- ADA Sao Pedro do Sul (3e)
- SIR 1º Maio / Ada CJB (4e)
- Colégio de Gaia (5e)
- HK Slovan Duslo Šaľa (3e)
- Iuventa Michalovce (2e)
- ŽRK Izola (2e)
- ZRD Litija (6e)
- ŽRK Mlinotest Ajdovščina (3e)
- HV Herzogenbuchsee (3e)
- Yellow Winterthur FC (4e)
- Házená Kynžvart
- Armada Praxis Yalikavakspor (4e)
- Ankara Yenimahalle BSK (¼ de finale)
- Görele BSK (¼ de finale)

## Tours préliminaires

### Premier tour
| Équipe 1                   | Score   | Équipe 2                     | Aller   | Retour  |
| -------------------------- | ------- | ---------------------------- | ------- | ------- |
| ŽRK Krivaja                | 57 – 54 | Azeryol HC                   | 31 – 29 | 26 – 25 |
| Maccabi Ramat Gan          | 59 – 48 | KHF Ferizaj                  | 26 – 24 | 33 – 24 |
| ŽRK Ǵorče Petrov           | 72 – 46 | ŽRK Tivat                    | 43 – 22 | 29 – 24 |
| Holon HC                   | 32 – 78 | Rocasa Gran Canaria          | 15 – 37 | 17 – 41 |
| SIR 1º Maio / Ada CJB      | 58 – 59 | KHF Istogu                   | 31 – 30 | 27 – 29 |
| ZRK Izola                  | 72 – 48 | ŽRK Izola                    | 42 – 23 | 30 – 25 |
| Yellow Winterthur          | 54 – 60 | Házená Kynžvart              | 25 – 29 | 29 – 31 |
| Madeira Andebol SAD        | 69 – 41 | MGA Fivers                   | 37 – 23 | 32 – 18 |
| Anagennisi Arta            | 43 – 60 | OF Néa Ionía                 | 20 – 34 | 23 – 26 |
| Garadagh HC                | 33 – 89 | BM Granollers                | 15 – 48 | 18 – 41 |
| AESH Pylea Thessaloniki    | 50 – 40 | Handball Käerjeng            | 24 – 21 | 26 – 19 |
| Westfriesland SEW          | 67 – 52 | HRK Grude                    | 34 – 27 | 33 – 25 |
| ORK Rudar                  | 55 – 47 | ZRD Litija                   | 30 – 19 | 25 – 28 |
| Colégio de Gaia            | 50 – 53 | ÍB Vestmannaeyja             | 23 – 27 | 27 – 26 |
| Benfica Lisbonne           | 67 – 52 | SC Witasek Ferlach           | 41 – 29 | 26 – 23 |
| ŽRK Cair Skopje            | 44 – 82 | HandbaL Venlo                | 26 – 39 | 18 – 43 |
| WAT Atzgersdorf            | 51 – 61 | SSV Brixen Handball          | 25 – 28 | 26 – 33 |
| Ankara Yenimahalle BSK     | 60 – 51 | Veneco Velo                  | 29 – 25 | 31 – 26 |
| ŽRK Ajdovščina             | 71 – 55 | AEP Panorama                 | 40 – 26 | 31 – 29 |
| AC Latsia Nicosia          | 62 – 68 | Swieqi Phoenix Handball Club | 29 – 35 | 33 – 33 |
| ŽRK Bjelovar               | 65 – 38 | HB Dudelange                 | 34 – 17 | 31 – 21 |
| Görele BSK                 | 51 – 63 | ŽRK Dugo Selo '55            | 28 – 27 | 23 – 36 |
| KTSV Eupen 1889            | 63 – 56 | Žalgiris Kaunas              | 36 – 27 | 27 – 29 |
| RK Hadzici                 | 38 – 83 | Konyaaltı Bld. SK            | 19 – 39 | 19 – 44 |
| SSD Handball Erice ARL     | 59 – 52 | H71 Tórshavn                 | 27 – 17 | 32 – 35 |
| Armada Praxis Yalikavaspor | 53 – 52 | ADA de Sao Pedro do Sul      | 23 – 27 | 30 – 25 |
| ŽRK Koumanovo              | 39 – 60 | HV Herzogenbuchsee           | 22 – 29 | 17 – 31 |
| Kur                        | 38 – 65 | Jomi Salerno                 | 19 – 29 | 19 – 36 |
| BM Elche                   | 97 – 30 | HC Byala                     | 54 – 13 | 43 – 17 |
| Iuventa Michalovce         | 81 – 32 | ŽRK Borac Banja Luka         | 45 – 18 | 36 – 14 |
| HK Slovan Duslo Šaľa       | 64 – 60 | HC Cassa Rurale Pontinia     | 30 – 31 | 34 – 29 |
| Cascada HC Garliava SM     | 49 – 50 | HF Neistin Tórshavn          | 28 – 25 | 21 – 25 |

### Deuxième tour
| Équipe 1                     | Score   | Équipe 2                   | Aller   | Retour  |
| ---------------------------- | ------- | -------------------------- | ------- | ------- |
| KTSV Eupen 1889              | 75 - 93 | ŽRK Ǵorče Petrov           | 39 - 45 | 36 - 48 |
| SSD Handball Erice ARL       | 51 - 42 | ZRK Izola                  | 26 - 19 | 25 - 23 |
| SSV Brixen Handball          | 46 - 64 | Armada Praxis Yalikavaspor | 27 - 36 | 19 - 28 |
| ORK Rudar                    | 51 - 54 | AESH Pylea Thessaloniki    | 29 - 28 | 22 - 26 |
| Iuventa Michalovce           | 90 - 36 | KHF Istogu                 | 43 - 18 | 47 - 18 |
| Házená Kynžvart              | 61 - 47 | Westfriesland SEW          | 31 - 24 | 30 - 23 |
| HandbaL Venlo                | 69 - 34 | ŽRK Krivaja                | 39 - 19 | 30 - 15 |
| HK Slovan Duslo Šaľa         | 52 - 57 | ŽRK Bjelovar               | 30 - 27 | 22 - 30 |
| Rocasa Gran Canaria          | 56 - 44 | ŽRK Dugo Selo '55          | 34 - 23 | 22 - 21 |
| Konyaaltı Bld. SK            | 54 - 56 | BM Granollers              | 29 - 27 | 25 - 29 |
| Swieqi Phoenix Handball Club | 36 - 76 | Jomi Salerno               | 17 - 39 | 19 - 37 |
| ŽRK Ajdovščina               | 56 - 44 | HV Herzogenbuchsee         | 35 - 24 | 21 - 20 |
| ÍB Vestmannaeyja             | 42 - 69 | Madeira Andebol SAD        | 19 - 33 | 23 - 36 |
| Ankara Yenimahalle BSK       | 20 - 0  | Maccabi Ramat Gan          | 10 - 0  | 10 - 0  |
| Benfica Lisbonne             | 67 - 52 | HF Neistin Tórshavn        | 34 - 27 | 33 - 25 |
| OF Néa Ionía                 | 50 - 60 | BM Elche                   | 23 - 27 | 27 - 33 |

### Huitièmes de finale
| Équipe 1               | Score   | Équipe 2                   | Aller   | Retour  |
| ---------------------- | ------- | -------------------------- | ------- | ------- |
| BM Granollers          | 64 - 56 | SSD Handball Erice ARL     | 34 - 27 | 30 - 29 |
| Madeira Andebol SAD    | 49 - 59 | BM Elche                   | 27 - 26 | 22 - 33 |
| ŽRK Ajdovščina         | 48 - 63 | Iuventa Michalovce         | 22 - 31 | 26 - 32 |
| Jomi Salerno           | 39 - 56 | Rocasa Gran Canaria        | 20 - 26 | 19 - 30 |
| ŽRK Bjelovar           | 48 - 65 | HandbaL Venlo              | 21 - 29 | 27 - 36 |
| ŽRK Ǵorče Petrov       | 65 - 63 | Házená Kynžvart            | 32 - 29 | 33 - 34 |
| Benfica Lisbonne       | 75 - 58 | AESH Pylea Thessaloniki    | 44 - 26 | 31 - 32 |
| Ankara Yenimahalle BSK | 46 - 63 | Armada Praxis Yalikavaspor | 23 - 27 | 23 - 36 |

## Phase finale
|  | Quarts de finale           | Quarts de finale           | Quarts de finale    | Quarts de finale   |                     |                     | Demi-finales        | Demi-finales        | Demi-finales        | Demi-finales        |  |  | Finale            | Finale            | Finale            | Finale            |
|  |                            |                            |                     |                    |                     |                     |                     |                     |                     |                     |  |  |                   |                   |                   |                   |
|  | 9 et 17 mars 2024          | 9 et 17 mars 2024          | 9 et 17 mars 2024   | 9 et 17 mars 2024  |                     |                     | 20 et 28 avril 2024 | 20 et 28 avril 2024 | 20 et 28 avril 2024 | 20 et 28 avril 2024 |  |  | 19 et 24 mai 2024 | 19 et 24 mai 2024 | 19 et 24 mai 2024 | 19 et 24 mai 2024 |
|  | 9 et 17 mars 2024          | 9 et 17 mars 2024          | 9 et 17 mars 2024   | 9 et 17 mars 2024  |                     |                     | 20 et 28 avril 2024 | 20 et 28 avril 2024 | 20 et 28 avril 2024 | 20 et 28 avril 2024 |  |  | 19 et 24 mai 2024 | 19 et 24 mai 2024 | 19 et 24 mai 2024 | 19 et 24 mai 2024 |
|  | BM Granollers              | BM Granollers              | 30                  | 20                 |                     |                     | 20 et 28 avril 2024 | 20 et 28 avril 2024 | 20 et 28 avril 2024 | 20 et 28 avril 2024 |  |  | 19 et 24 mai 2024 | 19 et 24 mai 2024 | 19 et 24 mai 2024 | 19 et 24 mai 2024 |
|  | BM Granollers              | BM Granollers              | 30                  | 20                 |                     |                     | 20 et 28 avril 2024 | 20 et 28 avril 2024 | 20 et 28 avril 2024 | 20 et 28 avril 2024 |  |  | 19 et 24 mai 2024 | 19 et 24 mai 2024 | 19 et 24 mai 2024 | 19 et 24 mai 2024 |
|  | Rocasa Gran Canaria        | Rocasa Gran Canaria        | 20                  | 32                 |                     |                     | 20 et 28 avril 2024 | 20 et 28 avril 2024 | 20 et 28 avril 2024 | 20 et 28 avril 2024 |  |  | 19 et 24 mai 2024 | 19 et 24 mai 2024 | 19 et 24 mai 2024 | 19 et 24 mai 2024 |
|  | Rocasa Gran Canaria        | Rocasa Gran Canaria        | 20                  | 32                 | Rocasa Gran Canaria | Rocasa Gran Canaria | 24*                 | 18                  |                     |                     |  |  | 19 et 24 mai 2024 | 19 et 24 mai 2024 | 19 et 24 mai 2024 | 19 et 24 mai 2024 |
|  | 9 et 17 mars 2024          |                            |                     |                    | Rocasa Gran Canaria | Rocasa Gran Canaria | 24*                 | 18                  |                     |                     |  |  | 19 et 24 mai 2024 | 19 et 24 mai 2024 | 19 et 24 mai 2024 | 19 et 24 mai 2024 |
|  |                            |                            | BM Elche            | BM Elche           | 26                  | 24*                 |                     |                     |                     |                     |  |  | 19 et 24 mai 2024 | 19 et 24 mai 2024 | 19 et 24 mai 2024 | 19 et 24 mai 2024 |
|  | BM Elche                   | BM Elche                   | BM Elche            | BM Elche           | 26                  | 24*                 | 36                  | 37                  |                     |                     |  |  | 19 et 24 mai 2024 | 19 et 24 mai 2024 | 19 et 24 mai 2024 | 19 et 24 mai 2024 |
|  | BM Elche                   | BM Elche                   | 20 et 28 avril 2024 |                    |                     |                     | 36                  | 37                  |                     |                     |  |  | 19 et 24 mai 2024 | 19 et 24 mai 2024 | 19 et 24 mai 2024 | 19 et 24 mai 2024 |
|  | ŽRK Ǵorče Petrov           | ŽRK Ǵorče Petrov           | 21                  | 18                 |                     |                     |                     |                     |                     |                     |  |  | 19 et 24 mai 2024 | 19 et 24 mai 2024 | 19 et 24 mai 2024 | 19 et 24 mai 2024 |
|  | ŽRK Ǵorče Petrov           | ŽRK Ǵorče Petrov           | 21                  | 18                 | BM Elche            | BM Elche            | 22*                 | 28                  |                     |                     |  |  |                   |                   |                   |                   |
|  | 9 et 17 mars 2024          |                            |                     |                    | BM Elche            | BM Elche            | 22*                 | 28                  |                     |                     |  |  |                   |                   |                   |                   |
|  |                            |                            | Iuventa Michalovce  | Iuventa Michalovce | 20                  | 22*                 |                     |                     |                     |                     |  |  |                   |                   |                   |                   |
|  | Iuventa Michalovce         | Iuventa Michalovce         | Iuventa Michalovce  | Iuventa Michalovce | 20                  | 22*                 | 30                  | 27                  |                     |                     |  |  |                   |                   |                   |                   |
|  | Iuventa Michalovce         | Iuventa Michalovce         |                     |                    |                     |                     |                     |                     |                     |                     |  |  |                   |                   |                   |                   |
|  | HandbaL Venlo              | HandbaL Venlo              | 18                  | 25                 |                     |                     |                     |                     |                     |                     |  |  |                   |                   |                   |                   |
|  | HandbaL Venlo              | HandbaL Venlo              | 18                  | 25                 | Iuventa Michalovce  | Iuventa Michalovce  | 30*                 | 30                  |                     |                     |  |  |                   |                   |                   |                   |
|  | 9 et 17 mars 2024          |                            |                     |                    | Iuventa Michalovce  | Iuventa Michalovce  | 30*                 | 30                  |                     |                     |  |  |                   |                   |                   |                   |
|  |                            |                            | Benfica Lisbonne    | Benfica Lisbonne   | 28                  | 30*                 |                     |                     |                     |                     |  |  |                   |                   |                   |                   |
|  | Benfica Lisbonne           | Benfica Lisbonne           | Benfica Lisbonne    | Benfica Lisbonne   | 28                  | 30*                 | 33                  | 30                  |                     |                     |  |  |                   |                   |                   |                   |
|  | Benfica Lisbonne           | Benfica Lisbonne           |                     |                    |                     |                     |                     | 30                  |                     |                     |  |  |                   |                   |                   |                   |
|  | Armada Praxis Yalikavaspor | Armada Praxis Yalikavaspor | 29                  | 23                 |                     |                     |                     |                     |                     |                     |  |  |                   |                   |                   |                   |
|  | Armada Praxis Yalikavaspor | Armada Praxis Yalikavaspor | 29                  | 23                 |                     |                     |                     |                     |                     |                     |  |  |                   |                   |                   |                   |
|  |                            |                            |                     |                    |                     |                     |                     |                     |                     |                     |  |  |                   |                   |                   |                   |

f = Victoire par forfait;* = Equipe qui reçoit

### Quarts de finale
| Équipe 1           | Score   | Équipe 2                   | Aller   | Retour  |
| ------------------ | ------- | -------------------------- | ------- | ------- |
| Iuventa Michalovce | 57 – 43 | HandbaL Venlo              | 30 - 18 | 27 - 25 |
| BM Elche           | 73 - 39 | ŽRK Ǵorče Petrov           | 36 - 21 | 37 - 18 |
| BM Granollers      | 50 - 52 | Rocasa Gran Canaria        | 30 - 20 | 20 - 32 |
| Benfica Lisbonne   | 63 - 52 | Armada Praxis Yalikavaspor | 33 - 29 | 30 - 23 |

### Demi-finales
| Équipe 1            | Score   | Équipe 2         | Aller   | Retour  |
| ------------------- | ------- | ---------------- | ------- | ------- |
| Rocasa Gran Canaria | 42 - 50 | BM Elche         | 24 - 26 | 18 - 24 |
| Iuventa Michalovce  | 60 - 58 | Benfica Lisbonne | 30 - 28 | 30 - 30 |

### Finale

#### Finale aller
| 19 mai 2024 12h00 | BM Elche          | 22 – 20 | Iuventa Michalovce      | Elche, Espagne Affluence : 2 000 Arbitrage : Puksic, Satler |
| 19 mai 2024 12h00 | Pipy Wolfs (de) 5 | (11-10) | Patrícia Wollingerová 5 | Elche, Espagne Affluence : 2 000 Arbitrage : Puksic, Satler |
| 19 mai 2024 12h00 | ×0 ×1             | EHF     | ×1 ×4                   | Elche, Espagne Affluence : 2 000 Arbitrage : Puksic, Satler |

#### Finale retour
| 24 mai 2024 18h00 | Iuventa Michalovce       | 22 – 28 | BM Elche                      | Michalovce, Slovaquie Affluence : 1 600 Arbitrage : Radčenko, Pērsis |
| 24 mai 2024 18h00 | Patrícia Wollingerová 11 | (10-15) | Delgado (es), van Zijl (de) 5 | Michalovce, Slovaquie Affluence : 1 600 Arbitrage : Radčenko, Pērsis |
| 24 mai 2024 18h00 | ×1                       | EHF     | ×1                            | Michalovce, Slovaquie Affluence : 1 600 Arbitrage : Radčenko, Pērsis |

## Les vainqueurs
| Vainqueur - Coupe Européenne 2023-2024 BM Elche 1er titre |